# Paul Stancu
Paul Stancu (n. 26 iulie 1955, Alexandria, Teleorman, România) este un afacerist și politician român, ales deputat în 2020 din partea PSD. 
Este membru PSD (PDSR) din 1996.
Este poreclit "Regele betonului din Alexandria".